# Simone Catalano
Simone Catalano (Paparella, 17 novembre 1905 – Santo Stefano al Mare, 13 giugno 1940) è stato un ufficiale e aviatore italiano, decorato con la medaglia d'oro al valor militare alla memoria nel corso della seconda guerra mondiale. Decorato anche di una medaglia d'argento e una di bronzo al valor militare.

## Biografia
Nacque a Paparella, allora nel territorio comunale di Monte San Giuliano, il 17 novembre 1905, figlio di Edoardo e Anna Cammarasana. Dopo aver conseguito il diploma di ragioniere a Trapani si appassionò al mondo dell'aviazione, entrando nella Regia Aeronautica dove frequentò il Corso Allievi Ufficiali di complemento presso il comando della Scuola Idrovolanti di Portorose. Sottotenente di complemento, partì volontario per la guerra civile spagnola, militando nelle file dell'Aviazione Legionaria dal giugno 1937, venendo decorato con una medaglia d'argento e una di bronzo al valor militare, e una volta ritornato in Patria divenne istruttore.
Divenuto tenente pilota in servizio permanente effettivo (s.p.e.) della specialità bombardieri, all'atto dell'entrata in guerra dell'Italia, il 10 giugno 1940, militava nelle file della 3ª Squadriglia, 43º Gruppo, 13º Stormo Bombardamento Terrestre equipaggiato con velivoli Fiat B.R.20 "Cicogna" di base a Cascina Vaga. Durante l'offensiva contro la Francia, operò come capo equipaggio, e durante una missione di bombardamento il 13 giugno 1940 sull'aeroporto di Fayence, in Costa Azzurra, il suo aereo (MM 21503) fu attaccato e gravemente danneggiato sui cieli di Hyères da tre caccia nemici Dewoitine D.520, uno dei quali pilotato dall'asso Pierre Le Gloan. Catalano, rimasto ferito, tentò di raggiungere l'Italia, ma, ormai in vista della costa ligure, fu costretto a un ammaraggio di fortuna a due miglia da Santo Stefano al Mare.
Dei cinque membri dell'equipaggio (tenente pilota Catalano, secondo pilota maresciallo Ottavio Aliani, marconista Salvatore Gaeta, armiere Tommaso Ferrari, primo aviere motorista Farris), si salvarono soltanto Farris e Aliani. Il tenente Catalano, con Gaeta e Ferrari, si inabissò con l'aereo.

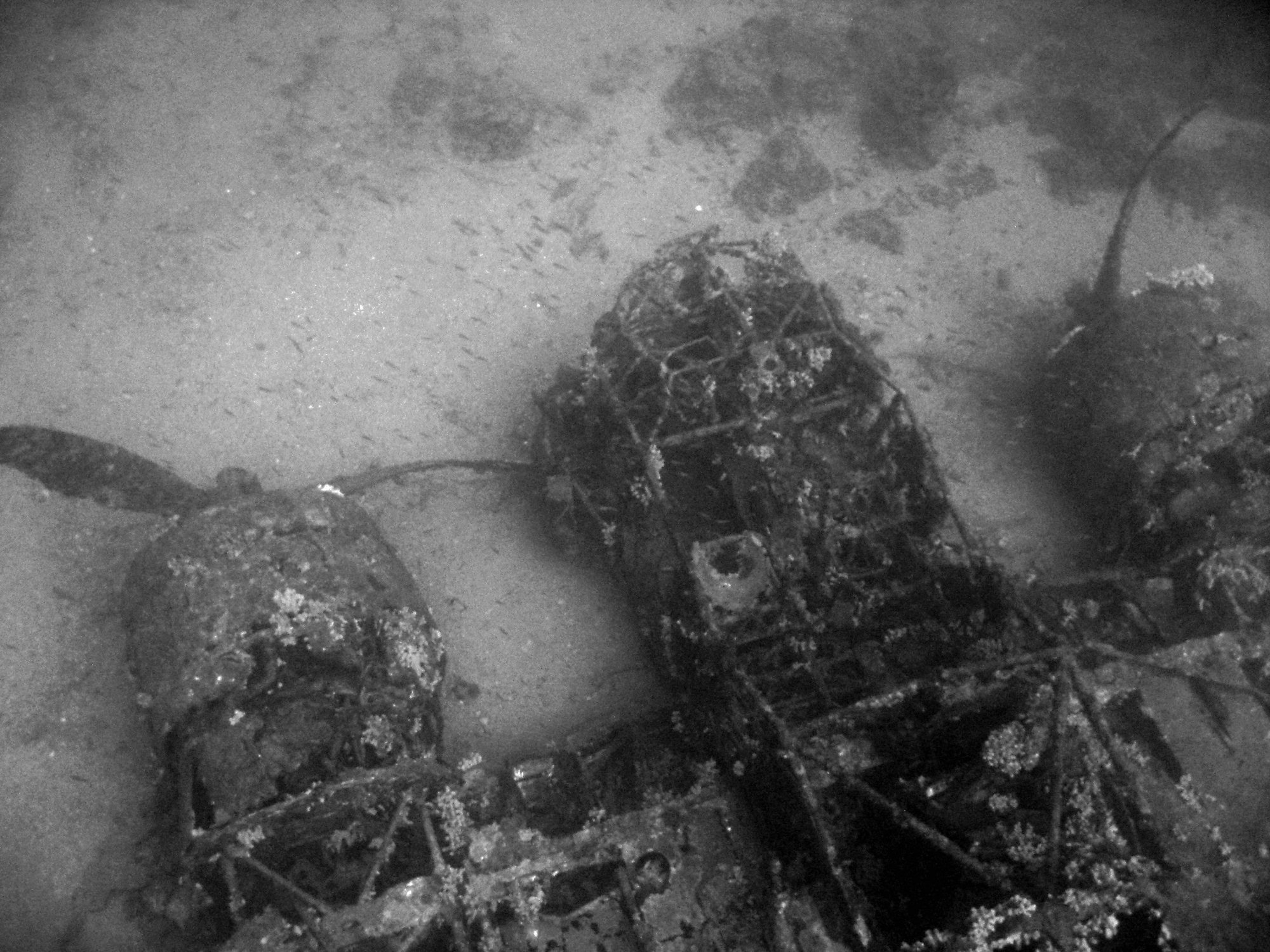
Relitto del B.R.20 del tenente Simone Catalano che giace sul fondale di fronte a Santo Stefano al Mare.

Decorato con la Medaglia d'oro al valor militare alla memoria, il 20 gennaio 1955 gli fu intitolata una scuola media, oggi parte dell'Istituto comprensivo statale L. Bassi-S. Catalano di via Marinella 2, a Trapani.